# 1391
Năm 1391 là một năm trong lịch Julius.